# Cosmosoma bolivari
Cosmosoma bolivari är en fjärilsart som beskrevs av William Schaus 1898. Cosmosoma bolivari ingår i släktet Cosmosoma och familjen björnspinnare. Inga underarter finns listade i Catalogue of Life.